# DDR-Straßen-Radmeisterschaften 1957

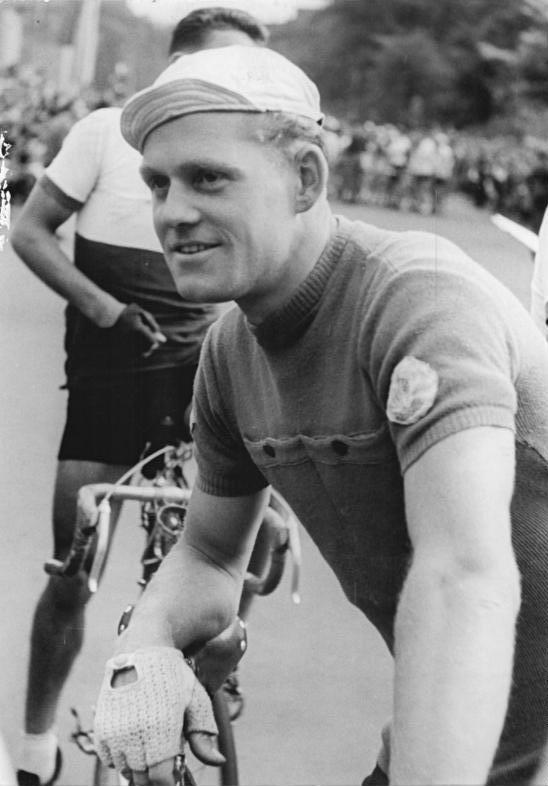
Gustav-Adolf Schur, nach 1954 zum zweiten Mal DDR-Meister (Foto von 1956)

Die Straßen-Radmeisterschaften 1957 wurden in den Disziplinen Einzelstraßenrennen der Männer und Frauen und 100-km-Mannschaftszeitfahren ausgetragen. Als Meister wurden Gustav-Adolf Schur, Elfriede Vey und der SC DHfK Leipzig ermittelt. 

## Einzelrennen (Männer)
Im Gegensatz zu den Vorjahren wurde 1957 die Meisterschaft im Männer-Einzel nur durch ein Rennen entschieden. Dieses fand am 25. August in Dresden in Form eines 14,2-km-Rundkurses statt, der zwölf Mal zu bewältigen war. Die Strecke wies drei schwierige Anstiege zum „Wilden Mann“, nach Boxdorf und drei Kilometer vor dem Ziel in der damaligen Hammerstraße auf, hinzu kamen zahlreiche spitzwinklige Kurven. 61 Fahrer nahmen um 8:30 Uhr bei sonnigem aber stürmischem Wetter das 170,4 Kilometer lange Rennen auf, das von über 50.000 Zuschauern verfolgt wurde. Während der zweiten Runde bildete sich am Boxdorfer Berg eine dreiköpfige Spitzengruppe mit Günter Oldenburg, Bernhard Trefflich und Siegfried Hunger, die zeitweilig einen Vorsprung von 30 Sekunden herausfuhr. Nach 35 Kilometern wurden die Drei von einer 18-köpfigen Verfolgergruppe eingeholt, 15 weitere Fahrer stießen nach 45 Kilometern hinzu. Bei Kilometer 48 stießen drei Fahrer, unter ihnen Gustav-Adolf Schur auf ein stehendes Motorrad, und nur Schur konnte das Rennen fortsetzen. Er lag nun hinter dem Hauptfeld, doch trotz einer Handverletzung gelang es ihm, nach der Hälfte der Distanz zu einer neugebildeten Spitzengruppe aufzuschließen. Diese bestand nun aus zwölf Mann, gefolgt von sieben weiteren Fahrern. Der Rest des Feldes war inzwischen ausgeschieden. Von der zehnten Runde an bildeten nur noch neun Aktive die Spitzengruppe, unter anderem war inzwischen der Titelverteidiger Erich Hagen ausgeschieden. Damit hatte Schur seinen letzten Mannschaftskameraden verloren, während der SC Wismut Karl-Marx-Stadt noch mit vier Fahrern im Rennen war. Diese versuchten, Schur abzuschirmen um Bernhard Trefflich davonziehen zu lassen. Schur durchbrach jedoch den Riegel und zog 500 Meter vor dem Ziel einen Spurt an, dem keiner seiner Kontrahenten mehr folgen konnte. Er siegte schließlich mit einem Vorsprung von 1:09 Minuten vor dem Karl-Marx-Städter Manfred Weißleder. Lediglich 17 Fahrer standen das Rennen durch. 
|     | Fahrer             | Mannschaft                | Zeit (h)            |
| --- | ------------------ | ------------------------- | ------------------- |
| 1.  | Gustav-Adolf Schur | SC DHfK Leipzig           | 5:05:31             |
| 2.  | Manfred Weißleder  | SC Wismut Karl-Marx-Stadt | 5:06:40             |
| 3.  | Egon Adler         | SC Rotation Leipzig       | 0alle 0gleiche Zeit |
| 4.  | Horst Kappel       | SC Einheit Berlin         | 0alle 0gleiche Zeit |
| 5.  | Peter Härtel       | SC Wismut Karl-Marx-Stadt | 0alle 0gleiche Zeit |
| 6.  | Günter Schulz      | BSG Lok Dessau            | 0alle 0gleiche Zeit |
| 7.  | Johannes Schober   | SC Wismut Karl-Marx-Stadt | 0alle 0gleiche Zeit |
| 8.  | Bernhard Trefflich | SC Wismut Karl-Marx-Stadt | 0alle 0gleiche Zeit |
| 9.  | Günter Oldenburg   | SC Einheit Berlin         | 0alle 0gleiche Zeit |
| 10. | Erwin Wittig       | SC Einheit Berlin         | 5:09:30             |
| 0 … |                    |                           |                     |

## Einzelrennen (Frauen)
Die am selben Tag ausgetragene Meisterschaft der Frauen wurde auf einer 42 Kilometer langen Distanz auf demselben Kurs, den auch die Männer gefahren waren, ausgetragen. Mit einem deutlichen Vorsprung von fast vier Minuten gewann die Freiberger Titelverteidigerin Elfriede Vey vor ihrer Klubkameradin Karin Hänsel. Die Titelverteidigerin konnte vor allem ihre Stärken am Anstieg in der Hammerstraße ausspielen.
|     | Fahrer        | Mannschaft                | Zeit (h) |
| --- | ------------- | ------------------------- | -------- |
| 1.  | Elfriede Vey  | BSG Einheit Freiberg      | 1:26:17  |
| 2.  | Karin Hänsel  | BSG Einheit Freiberg      | 1:28:23  |
| 3.  | Ingrid Krämer | BSG Motor Karl-Marx-Stadt | 1:28:28  |
| 0 … |               |                           |          |

## Mannschaftszeitfahren (Männer)
Das 100-km-Zeitfahren führte am Sonntag, dem 1. September 1957 von Wittenberg durch die Dübener Heide nach Pratau und zurück. Das bergige Gelände der Heide und steifer Wind verlangten von den Mannschaften mit jeweils sechs Fahrern ein gutes Durchhaltevermögen. Bei den favorisierten Mannschaften musste bereits nach 20 Kilometern Lothar Meister II vom SC Wismut Karl-Marx-Stadt den schweren Anforderung Tribut zollen und fiel zurück. Zehn Kilometer später ließ auch Helmut Zirngibl vom SC DHfK Leipzig seine Mannschaft ziehen. Trotzdem lagen beide Mannschaften am Wendepunkt in Pratau in Front, allerdings hatte die DHfK, angetrieben vom Einzelmeister Gustav-Adolf Schur bereits einen Vorsprung von fast drei Minuten herausgefahren. Dieser geriet jedoch in Gefahr, als Wolfgang Grabo einen Schwächeanfall erlitt. Obwohl er mehrfach von Schur wieder an die Mannschaft herangeführt wurde, musste auch er nach 85 Kilometern abreißen lassen. Da zur gleichen Zeit auch der Karl-Marx-Städter Bernhard Trefflich nicht mehr mithalten konnte, zog der SC Wismut aus der Dezimierung der Leipziger keinen Vorteil aus der Situation. Der Zeitabstand zwischen beiden Teams blieb bis zu Ziel fast unverändert, sodass der SC DHfK Leipzig mit seinen Fahrern Erich Hagen, Roland Henning, Gustav-Adolf Schur, Rolf Töpfer sowie Wolfgang Grabo und Helmut Zirngibl zum neuen Mannschaftsmeister gekürt werden konnte. 
|     | Mannschaft                   | Zeit (h)  |
| --- | ---------------------------- | --------- |
| 1.  | SC DHfK Leipzig I            | 2:29:37,4 |
| 2.  | SC Wismut Karl-Marx-Stadt I  | 2:32:46,8 |
| 3.  | SC Dynamo Berlin             | 2:34:57,0 |
| 4.  | SC Einheit Berlin            | 2:35:10,0 |
| 5.  | SC DHfK Leipzig II           | 2:36:43,9 |
| 6.  | BSG Stahl Riesa              | 2:37:08,4 |
| 7.  | SC Wismut Karl-Marx-Stadt II | 2:39:13,9 |
| 8.  | BSG Post Berlin              | 2:31:50,7 |
| 9.  | SC Rotation Leipzig          | 2:44:13,9 |
| 10. | BSG Rotation Berlin          | 2:45:34,4 |
| 0 … |                              |           |